# Orsiera Rocciavré
Orsiera Rocciavré este o arie protejată (arie specială de conservare — SAC, sit de importanță comunitară — SCI, arie de protecție specială avifaunistică — SPA) din Italia întinsă pe o suprafață de 10.956 ha, integral pe uscat.

## Localizare
Centrul sitului Orsiera Rocciavré este situat la coordonatele 45°03′42″N 7°07′59″E / 45.06174°N 7.133008°E.

## Înființare
Situl Orsiera Rocciavré a fost declarat sit de importanță comunitară în septembrie 1995 pentru a proteja 49 de specii de animale. Alte tipuri de protecție:
- arie de protecție specială avifaunistică (în august 2000)[2]
- arie specială de conservare (în noiembrie 2017)[1][3][4]

## Biodiversitate
Situată în ecoregiunea alpină, aria protejată conține 15 habitate naturale: Pante stâncoase silicioase cu vegetație casmofită, Roci stâncoase cu vegetație pionieră de Sedo-Scleranthion sau Sedo albi-Veronicion dillenii, Liziere de ierburi înalte hidrofile de câmpie și de nivel montan până la alpin, Păduri de fag Luzulo-Fagetum, Păduri alpine de Larix decidua și/sau Pinus cembra, Grohotișuri silicioase de la nivelul montan până la nivelul zăpezii (Androsacetalia alpinae și Galeopsietalia ladani), Păduri de fag Asperulo-Fagetum, Fânețe montane, Grohotișuri calcaroase și de șisturi calcaroase de la nivelul montan până la nivelul alpin (Thlaspietea rotundifolii), Pajiști alpine și subalpine calcaroase, Păduri acidofile de Picea de la nivel montan la nivel alpin (Vaccinio-Piceetea), Păduri pe pante, grohotișuri și ravene de Tilio-Acerion, Pajiști alpine și boreale, Tufărișuri subarctice cu Salix spp., Formațiuni ierboase bogate în specii de Nardus, dezvoltate pe substraturi silicioase în zone montane (și în zone submontane, în Europa continentală).
La baza desemnării sitului se află mai multe specii protejate:
- păsări (45): uliu porumbar (Accipiter gentilis), uliu păsărar (Accipiter nisus), minunița (Aegolius funereus), ciocârlie-de-câmp (Alauda arvensis), potârnichea de stâncă (Alectoris graeca saxatilis), acvilă de munte (Aquila chrysaetos), buha (Bubo bubo), cojoaica de pădure (Certhia familiaris), șerpar (Circaetus gallicus), erete vânăt (Circus cyaneus), erete cenușiu (Circus pygargus), porumbel gulerat (Columba palumbus), corb (Corvus corax), prepeliță (Coturnix coturnix), ciocănitoare neagră (Dryocopus martius), presură de grădină (Emberiza hortulana), șoim călător (Falco peregrinus), gaiță (Garrulus glandarius), ciuvică (Glaucidium passerinum), zăgan (Gypaetus barbatus), Lagopus muta helvetica, sfrâncioc roșiatic (Lanius collurio), pițigoi moțat (Lophophanes cristatus), forfecuță gălbuie (Loxia curvirostra), Lyrurus tetrix tetrix, gaia neagră (Milvus migrans), gaia roșie (Milvus milvus), cinghiță alpină (Montifringilla nivalis), alunar (Nucifraga caryocatactes), viespar (Pernis apivorus), pitulice de munte (Phylloscopus bonelli), pitulice sfârâitoare (Phylloscopus sibilatrix), pițigoi de munte (Poecile montanus), Prunella collaris, Pyrrhocorax pyrrhocorax, aușel cu cap galben (Regulus regulus), mărăcinar (Saxicola rubetra), sitar de pădure (Scolopax rusticola), scatiu (Spinus spinus), silvie-mică (Sylvia curruca), fluturașul de stâncă (Tichodroma muraria), mierlă (Turdus merula), sturz-cântător (Turdus philomelos), sturz (Turdus pilaris), sturzul de vâsc (Turdus viscivorus)
- mamifere (1): lupul (Canis lupus)
- nevertebrate (2): fluturele auriu (Euphydryas aurinia), Euplagia quadripunctaria
- pești (1): Telestes muticellus

Pe lângă speciile protejate, pe teritoriul sitului au mai fost identificate 38 de specii de plante, 24 de specii de păsări, 4 specii de amfibieni, 22 de specii de mamifere, 19 specii de nevertebrate, 7 specii de reptile.